# Cessationisme
Dans la théologie chrétienne, le cessationisme est la position théologique selon laquelle les miracles et les dons du Saint-Esprit, comme la glossolalie, la prophétie ou la guérison, ont cessé très tôt dans l'histoire de l'Église.

## Origine
Originaire du milieu du XIVe siècle, ce mouvement doctrinal a été repris dans l'Eglise Catholique jusqu'à en faire une doctrine fiable, néanmoins non-inscrite dans son magistère infaillible. En 1536, dans son livre Institution de la religion chrétienne, le théologien protestant Jean Calvin dit que les miracles et les dons du Saint-Esprit étaient temporaires et ne reviendraient que plus tard.

## Doctrine
Selon cette doctrine, les dons du Saint-Esprit n’étaient indispensables que pour la fondation de l’Église chrétienne, puis ont disparu. Ils s'appuient aussi sur 1 Corinthiens 13 : 8 pour asseoir leur thèse de temporalité des dons du Saint-Esprit. Selon eux, les dons de l'Esprit saint ont cessé après la mort des apôtres au Ier siècle.

## Différentes nuances
1. Les cessationistes classiques affirment que les « dons signes » comme la prophétie, la guérison et le parler en langues ont cessé avec les apôtres et la fin des Saintes Écritures[3]. Ils ont seulement servi comme moyen pour lancer la diffusion de l'Évangile pour affirmer qu'il s'agit bien de la révélation de Dieu. Toutefois, ces cessationistes croient que Dieu, occasionnellement, provoque des miracles aujourd'hui, comme des guérisons ou des conseils divins, tant que ces « miracles » n'accréditent pas une nouvelle doctrine ou s'ajoute au canon du Nouveau Testament. Richard Gaffin, John F. Mc Arthur et Daniel B. Wallace sont les plus connus des cessationnistes classiques.
2. Les cessationistes pleins pensent qu'il n'y a plus de dons miraculeux  et de miracles provoqués par Dieu aujourd'hui[3]. Cet argument, bien sûr, tourne autour d'une unique compréhension du terme « miracle » (Benjamin B. Warfield, John Gresham Machen).